# Heavy in Your Arms
"Heavy in Your Arms" é uma música da banda inglesa indie rock Florence and the Machine, tirada da trilha sonora para o filme The Twilight Saga: Eclipse, de 2010. Escrita por Florence Welch e Paul Epworth, a música foi lançada como single em 15 de novembro de 2010. Também está incluída no re-lançamento do álbum de estréia da banda, Lungs (2009).

## Conteúdo
Welch declarou em seu site sobre a inspiração para a música:
"Heavy In Your Arms", suponho que é sobre o peso do amor e como às vezes pode ser um fardo entre duas pessoas. Eu senti que este era um tema forte na série Crepúsculo  - alguém é resgatado ou está sendo condenado, e o amor que você carrega trazendo você para baixo? Gravei-o com Paul uma noite, usando muitas amostras estranhas e vocais reversas e um grande piano de hip hop. É basicamente inspirado pelo hip hop dos anos 90 e coros gospel, como a maioria das minhas músicas.

## Recepção critica
"Heavy in Your Arms" recebeu aclamação crítica generalizada. Nima Baniamer da Contactmusic.com deu à música cinco estrelas escrevendo: "Com voces persistentes e uma melodia estranha, essa trilha vai além do sobrenatural para criar algo puramente mágico. O Dia das Bruxas pode ter passado por nós, mas prepare-se para obter arrepios por este". Dara Hickley, da Unreality Shout, também deu a música cinco estrelas, "Heavy In Your Arms" é facilmente um dos melhores singles de Florence (e faixas de álbuns) até a data, casando amostras sinistras e lirismo torcido para fazer uma música de amor perfeitamente gótica, mas também conseguindo manter o sentimento e o desespero através do seu desempenho vocal." Ed Nightingale of The Gizzle Review comentou que "a construção constante para o coro final é perfeitamente lançada. Uma vez que ele atinge, a voz de Florence sobe sobre harmonias assustadoras e todos os elementos da música se unem". Nightingale concedeu a música quatro estrelas de cinco. Mayer Nissim, da Digital Spy, atribuiu à música outra classificação de cinco estrelas, chamando-a de "mistura de amostras escuras, coros torcidos e piano para trás, versos de fala de Welch, levando a coros verdadeiramente quebrando ouvidos que soam diferente de qualquer outra coisa agora ", ao nomear o "melhor single até à data" da banda.

## Videoclipe
O clipe de "Heavy in Your Arms", filmado inteiramente em preto e branco, estreou no YouTube em 7 de julho de 2010.

## Versões Cover
Em 2012, a cantora americana Kelly Clarkson adicionou a música à lista definida de sua turnê Stronger Tour.

## Lista de músicas
Download digital
1. "Heavy in Your Arms" – 4:45
2. "Heavy in Your Arms" (C-Berg Remix) – 6:38

## Gráficos
| Gráfico     | Melhor Posição |
| ----------- | -------------- |
| Escócia     | 59             |
| Reino Unido | 53             |